# 中根鳳次郎
中根 鳳次郎（なかね ほうじろう、1855年（安政2年10月） - 1921年（大正10年）5月15日）は、明治・大正時代の囲碁棋士。伊勢国生まれ、井上松本因碩、小林鉄次郎などの門下となり、方円社に所属、岡山分社、神戸分社を設立、関西の囲碁普及に努めた。また十四世井上因碩（大塚亀太郎）の後継者にも望まれた。七段。

## 経歴

### 棋士に進む
度会郡小林に、山田奉行同心役の中根久馬三の第二子として生まれる。幼時より碁、将棋を好み、碁は12歳の時に中浦源次郎初段に学び、その後山崎兼次郎二段、原忠則、安藤新兵衛、梶川昇らに教えを受け、将棋は松坂幅四郎六段に学んで有望と目された。1872年に勝田栄輔が遊歴中に伊勢の中根家に立ち寄り、また同年に林秀栄が遊歴中に訪れて、両人からも薫陶を受けた。
1873年に石川県に勤め、西南戦争では報賞も得たが、職を辞して上京し十三世井上松本因碩に入門し、芝区に居す。しかし同門で研鑽、伯仲していた村上半次郎が早世したのとともに門下を去り、林秀栄の紹介で近隣にいた小林鉄次郎の門下となり、代稽古なども務める。次いで千葉県に勤め、碁を好んだ県令柴原和の催しで小林、黒田俊節らと多く対局した。1881年に大蔵省に転じ、方円社に参加。1882年に九級（初段）を認められ、84年に八級、85年に七級、87年六級（四段）と進む。

### 囲碁普及活動
1887年に大蔵省を退職し、故郷松坂町で芇石社を設立するが、文部省に請われて勤務。幾ばくもなく退職して1892年に各地を遊歴するが、岡山に立ち寄った際に、求められて落ち着き、方円社岡山分社を設立。倉敷、松江、米子まで足を伸ばして指導に尽力した。しかし岡山の大洪水によりこの地を離れ、1893年に神戸で方円分社を設け、関西では囲碁の盛んなる地となった。
1895年に方円社の名義を返上し、十四世井上因碩から五段の免許を受ける。井上家からは家門継承の意もあったと言われるが、1903年に方円社からも五段を受け、井上家、高崎泰策らとともに関西での後進育成に尽くした。井上家は1907年に田淵米蔵が継ぐ。1907年の本因坊秀栄没後に、雁金準一らの結成した敲玉会には会友となっている。この頃に方円社の定式会や、中外商業新聞の棋戦（関西碁家新手合）などにも参加している。
1912年には本因坊家から六段を受ける。1915年に京都に転居。翌1916年に名古屋に移転。1918年に尼崎に移る。1921年1月に奕秋社設立とともに社長に就任。同年5月に大阪市天王寺の自宅で病没、本因坊家、方円社から七段を追贈された。